# Spath Peninsula
Spath Peninsula är en udde i Antarktis. Den ligger i Västantarktis. Argentina, Chile och Storbritannien gör anspråk på området.
Terrängen inåt land är platt åt nordost, men åt sydväst är den kuperad. Havet är nära Spath Peninsula åt nordost. Trakten är glest befolkad. Närmaste befolkade plats är Marambio Station, 17,8 kilometer nordost om Spath Peninsula. 